# Bahía Olenya
La bahía Olenya (en ruso: Оле́нья губа, trans. Olenya Guba) es una bahía del mar de Barents en la península de Kola en el óblast de Múrmansk, Rusia. Es una extensión de la bahía de Kola, que se abre hacia el norte en el mar de Barents. El río Pechenga desemboca en la bahía.
Una base naval rusa , anteriormente soviética, se encuentra a orillas de la bahía. Es parte de la instalación naval en Gadzhievo (también conocida como Skalisty ) en el óblast de Múrmansk, y es el puerto de origen de las unidades submarinas de la Flota del Norte de Rusia . En mayo de 2019 se volvieron a publicar las vistas de satélite de la base tomada de Google Maps,  que sugerían el uso militar de los cetáceos allí, incluida posiblemente una ballena beluga descubierta en el norte de Noruega, que ha sido apodada Hvaldimir.